# Oosterboer (wijk)
De Oosterboer is een wijk op het gebied van de voormalige buurtschap De Oosterboer in de stad Meppel in de Nederlandse provincie Drenthe. De wijk ligt in het oosten van Meppel. In de Oosterboer bevindt zich het ziekenhuis van Meppel.

## Vervoer
Langs de wijk rijden streekbus 34 en streekbus 134. Het station van Meppel is te bereiken met de bussen. Langs de wijk loopt de snelweg A32. Deze is te bereiken via de provinciale weg N851.